# История девятихвостого лиса
«История девятихвостого лиса» (кор. 구미호뎐, также известный как «Сказание о Кумихо») — южнокорейская дорама в жанре фэнтези и драмы 2020-2023 года с Ли Дон Уком, Ким Сан Бомом и Чо Бо А в главных ролях.

## Сюжет
Ли Ён (Ли Дон Ук), Кумихо, которому более 1000 лет. Когда-то горный дух-хранитель Пэкдудэган теперь стал горожанином. Он работает с Талипой (Ким Чон Нан), агентом Иммиграционной службы загробной жизни и защитницей реки Сандзу, уничтожая сверхъестественных существ, угрожающих миру смертных. Живёт Ли Ён в городе, где ему помогает его верный подданный, товарищ и ветеринар, Гу Син Чжу.
Во время миссии по поимке лисы, которая убила и съела печень многих людей, а теперь пытается выйти замуж за мужчину под видом человеческой женщины, его замечает Нам Джи А (Чо Бо А), умная и бесстрашная продюсер телеканала TVC.
Джи А узнает Ёна, когда он покидает место проведения миссии, а позже находит, где живёт Ён, подозревая его в обладании сверхъестественными способностями, что в конечном итоге подтверждает, спрыгивая с балкона его квартиры с флэшкой, которая содержит видео, на котором Ён сражается с другим лисом (Ли Раном, его братом), и заставляя Ёна спасать её.
Затем выясняется, что в детстве, в свой девятый день рождения, Нам Джи А попала в дорожно-транспортное происшествие, в котором её родители должны были погибнуть. Однако Джи А — единственная, кто помнит, что двое неизвестных, не являющихся людьми, выдавали себя за её родителей. Это были лисы, пытавшиеся съесть Джи А, но её спас Ли Ён. Несмотря на то, что он заставил её забыть о себе, магия на неё не подействовала. Позже она оказалась на месте аварии, но тела её родителей так и не были обнаружены. Это побудило её поверить, что родители живы, и поэтому она решила изучить сверхъестественных существ, чтобы найти и спасти любым способом своих родителей.
Позже выясняется, что Нам Джи А — реинкарнация А Ым, которая была первой любовью Ёна. Она погибла от рук Ёна, пытаясь спасти его от Имуги, злого земного дракона, который хотел вселиться в тело горного духа-хранителя. Злоупотребляя своими силами, убитый горем Ён остановил лодку, перевозившую А Ым через реку Сандзу, поцеловал её и дал ей лисью бусинку, попросив её переродиться. Взамен он пообещал А Ым, что всякий раз, когда она вернётся, он найдёт её с помощью этой бусины.
На протяжении веков Ён встречал несколько двойников А Ым, но ни у одной из них не было лисьей бусины. История развивается по мере того, как Ли Ён пытается бороться со своим растущим влечением к Нам Джи А, несмотря на отсутствие лисьей бусины.
Тем временем Ёну приходится иметь дело с Ли Раном (Ким Сан Бом), его братом, который чувствовал себя брошенным, когда Ён отказался от своего поста горного духа-хранителя, чтобы работать с Талипой в обмен на реинкарнацию А Ым. Ран затаил глубокую обиду на своего брата за то, что он предпочел А Ым ему и стал защитником горы. С помощью Ки Ю Ри (Ким Ён Джи) он постоянно причиняет вред людям, чтобы вызвать недовольство своего брата.
В то же время земной дракон Имуги возвращается через реинкарнацию, и на этот раз он хочет не только тело Ёна, но и сердце Джи А.

## В ролях

### В главных ролях
- Ли Дон Ук в роли Ли Ёна

Кумихо (девятихвостый лис). Бывший горный дух и хранитель Пэкдудэгана, возлюбленный А Ым / Джи А и сводный брат Ли Рана. Он выполняет миссии Иммиграционного бюро загробной жизни, попутно занимаясь поисками реинкарнации А Ым. Он столкнулся с несколькими реинкарнациями А Ым, но ни у одного из них не было лисьей бусины. Спасает Джи А, когда она была маленькой, однако и у неё нет бусины, что заставляет Ёна сомневаться, что она реинкарнация А Ым. Позже однако он выясняет, что Джи А действительно реинкарнация А Ым.
- Ким Сан Бом в роли Ли Рана
  - Ли Джу Вон в роли молодого Ли Рана

Кумихо-полукровка и младший брат Ли Ёна, который хочет отомстить своему брату. Он намеренно причиняет вред людям, что, в свою очередь, доставляет неприятности Ёну. Скрывает свою заботливую натуру, затаив глубокую обиду на брата. В детстве его бросила человеческая мать в Лесу Голодных Призраков. Там на него напали призраки, но Ён спас его. Последовал за своим братом на гору, чтобы начать всё заново и жил счастливо. Однако когда А Ым умирает, Ён покидает Пэкдудэган и отказывается от своего статуса горного духа, оставив Рана одного, что вызвало растущую ненависть к Ли Ёну.
- Чо Бо А в роли Нам Джи А / И А Ым / всех остальных инкарнаций И А Ым в разных временных эпохах
  - Пак Да Ён в роли юной Джи А / А Ым

Нам Джи А — 30-летний продюсер телеканала TVC. Она реинкарнация прошлой возлюбленной Ли Ёна, А Ым, 7-й дочери короля Чосона. Чтобы спасти своего отца, одержимого Имуги, она позволила дракону забрать её, пообещав отвести его к Ёну. Затем А Ым попросит Ли Ёна убить её, чтобы она могла защитить его от самопожертвования. После перевоплощения в Нам Джи А у неё часто происходит раздвоение личности, которое, как позже выясняется, является частью Имуги, который выжил внутри неё.
| Актер        | Персонаж                      | Роль           |
| ------------ | ----------------------------- | -------------- |
| Ли Дон Ук    | Ли Ён                         | главная        |
| Ким Сан Бом  | Ли Ран                        | главная        |
| Ли Джу Вон   | Ли Ран (молодой)              | второстепенная |
| Чо Бо А      | Нам Джи А / И А Ым            | главная        |
| Пак Да Ён    | Нам Джи А / И А Ым (молодые)  | второстепенная |
| Ким Ён Джи   | Ки Ю Ри                       | главная        |
| Ким Хи-джон  | И Ён Сон, мать Нам Джи А      | второстепенная |
| Чон Си-юль   | Ким Су О                      | второстепенная |
| Хван Хи      | Ку Син Джу                    | главная        |
| Ким Джон-нан | Талипа (Дацуэ-ба)             | главная        |
| Ан Гиль Ган  | Хён Ый Он (Кэнэо), муж Талипы | главная        |
| Чжу Сок Тхэ  | Чхве Тхэ Сок                  | второстепенная |
| Чон И Со     | Ким Сэ Ром                    | второстепенная |
| Ким Кан Мин  | Пхё Дже Хван                  | второстепенная |
| Сон У Хён    | Чон Хён У                     | гостевая       |
| Ом Хё Соп    | Квон Хэ Рён, призидент TVC    | второстепенная |
| Сон Ён Гю    | Нам Джон Су, отец Джи А       | второстепенная |
| До Ён Джин   | Со Пхён Хи                    | гостевая       |
| Мэн Бон Хак  | Со Ги Чхан                    | гостевая       |
| Чан Ён Чхоль | рыбак                         | гостевая       |
| Гым Дон Хён  | рыбак                         | гостевая       |
| Чи Хон Иль   | Чин Сик                       | гостевая       |
| Ким Сон Юль  | Лесной Дух острова            | гостевая       |
| Ким Ён Сон   | Шаманка                       | гостевая       |
| Ким Су Чжин  | Бок Хе Джа (Невеста Улитка)   | второстепенная |
| Чан Вон Хён  | Пэк Си У                      | второстепенная |
| Ли Чжон Мин  | Невеста                       | гостевая       |
| Ли Тхэк Гын  | Жених                         | гостевая       |
| У Хён        | Тотем Лисьевого перевала      | гостевая       |
| Ли Гю Хён    | Наместник                     | второстепенная |
| Ким Тхэ Юль  | Имуги (молодой)               | второстепенная |
| Сим Со Ён    | Дух тьмы                      | гостевая       |
| Ли Тхэ Ри    | Имуги                         | главная        |

## Трансляция
Телесериал выходил в эфир на канале tvN с 7 октября по 3 декабря 2020 года. 18 ноября 2020 года в эфире дорамы был сделан недельный перерыв, чтобы обеспечить лучшее производство оставшихся четырёх эпизодов. Вместо них был показан закулисный специальный выпуск под названием «Сказка о девятихвостых: 600-летняя легенда» (кор. 구미호뎐-600년의 전설). С 18 ноября по 4 декабря в эфире также транслировался спин-офф из трёх частей под названием «Сказка о девятихвостом лисе: Незаконченная история» (кор. 구미호뎐: 못다한 이야기), в центре внимания которого оказался младший брат Ли Ёна Ли Ран и его сообщница Ки Ю Ри.
В России премьера на федеральном телевидении состоялась 20 мая 2022 года на телеканале ТВ-3 с показом новых серий каждую пятницу в 19:30.